# 安藤良
安藤 良（あんどう りょう）は、日本のアニメーション演出家。大分県出身。

## 経歴
『劇場版 TIGER & BUNNY -The Rising-』のOP絵コンテ・演出で演出家デビュー。同作品では、同じくアニメーション演出家の大石康之と共にOP演出と制作進行を務めた。
以前はサンライズで撮影を経験。サンライズD.I.D、サンライズ第6スタジオに所属していた。
学生時代は吹奏楽部と弓道部に所属。
師匠はアニメーション演出家の京極尚彦。

## 主な作品

### テレビアニメ
2010年
- バトルスピリッツ 少年激覇ダン（HDレコーディング）

2011年
- バトルスピリッツ ブレイヴ（HDレコーディング）

2012年
- バトルスピリッツ 覇王（HDレコーディング）

2013年
- 宇宙戦艦ヤマト2199（チェックレコーディング）

2014年
- ラブライブ！（第2期、演出協力、演出、ライブパート演出）
- プリパラ（演出）
- 愛・天地無用!（絵コンテ・演出）

2015年
- 銃皇無尽のファフニール（絵コンテ・演出）
- バトルスピリッツ 烈火魂（演出）
- 食戟のソーマ（絵コンテ・演出）
- えとたま（演出）
- GATE 自衛隊 彼の地にて、斯く戦えり（チーフ演出、絵コンテ・演出、OP絵コンテ・演出）

2016年
- ラブライブ！サンシャイン!!（OP演出）
- 食戟のソーマ 弐ノ皿（絵コンテ）

2017年
- 亜人ちゃんは語りたい（監督・絵コンテ・演出、OP絵コンテ・演出、ED絵コンテ・演出）

2018年
- 恋は雨上がりのように（絵コンテ・演出）
- アイドルタイムプリパラ（演出）
- キラッとプリ☆チャン（OP絵コンテ・演出）
- DOUBLE DECKER! ダグ&キリル（シリーズディレクター・演出）

2019年
- クレヨンしんちゃん（演出）
- ワンパンマン（絵コンテ・演出）

2021年
- 86-エイティシックス-（絵コンテ・演出）
- ラブライブ!スーパースター!!（絵コンテ・演出）

2022年
- 薔薇王の葬列（絵コンテ）
- まちカドまぞく 2丁目（絵コンテ・演出）
- 機動戦士ガンダム 水星の魔女（副監督・絵コンテ・演出）

2024年
- 魔王2099（監督・絵コンテ・演出）

### 劇場アニメ
- 劇場版 TIGER & BUNNY -The Rising-（2014年、OP絵コンテ・演出、 制作進行）

### Webアニメ
- ガンダムビルドダイバーズRe:RISE（2020年、演出）

### ミュージックビデオ
- 22/7「僕は存在していなかった」（2017年、監督）
- 22/7「シャンプーの匂いがした」（2018年、監督）